# Engelbert Eligius Richter
Engelbert Eligius Richter (1. prosince 1796 Klimkovice u Opavy – 3. prosince 1866 Šatov) byl českým katolickým knězem, profesorem církevních dějin na teologické fakultě olomouckého lycea a univerzity (1825-1835), děkanem telogické fakulty a v roce 1832 rektorem Františkovy univerzity v Olomouci. Zemřel jako farář v Šatově.

## Dílo
- Die christkatholische Religion der mächtigste Schutzgeist der Staaten und Throne Dostupné online, Olmütz 1833.
- Geschichte, eine Schule der Weisheit und Tugend, oder zweite Sammlung auserlesener Erzählungen und Sprüche aus Gebiete der Kirchengeschichte über die vorzüglichsten Glaubens- und Sittenlehren : eine kirchenhistorische Schatzkammer für alle Prediger, Katecheten, und ein Lese- und Betrachtungsbuch für alle nachdenkende fromme Christen, 1-3, Brünn 1843.

Richter byl připěvatelem do Časopisu katolického duchovenstva a Neue theologische Zeitschrift.